# Образование в КНДР
Образование в Корейской Народно-Демократической Республике (кор. 조선민주주의인민공화국의_교육) — всеобщее государственное обучение, финансируемое правительством КНДР. Образование в КНДР бесплатное и обязательное. Уровень грамотности населения очень высокий — 99 %. Дети получают 1 год обучения в детском саду, а потом учатся в четырёхлетней начальной школе, затем обучаются в шестилетней средней школе, после чего поступают в университет. Самый престижный университет в КНДР — Университет имени Ким Ир Сена. В Северной Корее существуют и такие известные университеты как: Политехнический университет имени Ким Чхэка, Университет иностранных языков, который обучает дипломатов и торговых чиновников свободному владению иностранными языками, Университет имени Ким Хён Джика, который готовит учителей.
Пхеньянский университет науки и технологий, находящийся вне Пхеньяна, начал создаваться в 2001 году и широко финансировался корейскими и американскими евангелистами. Его первый класс должен был открыться в 2003 году, но были некоторые задержки. Большинство недавних сообщений говорило о том, что он мог быть открыт осенью 2010 года.

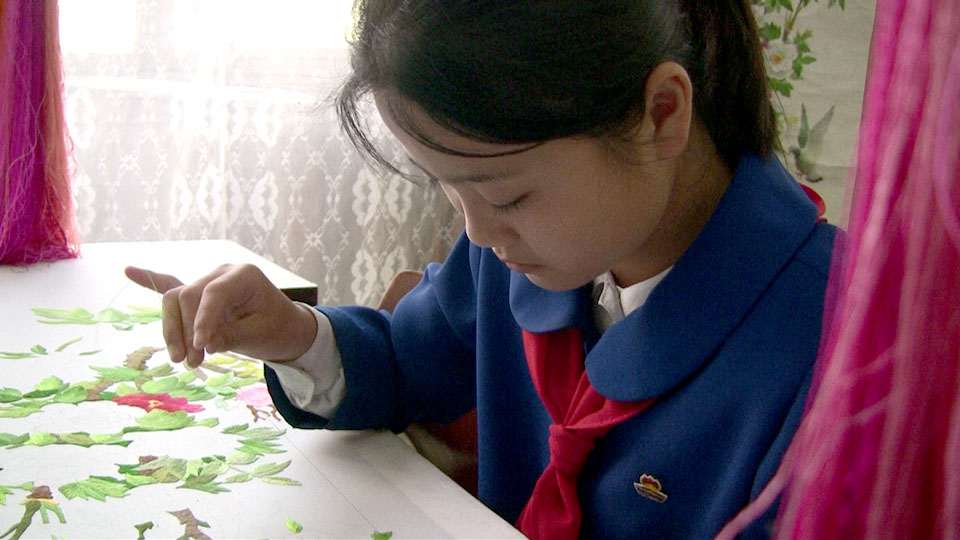
Дворец школьников района Мангёндэ (Мангёндэ-гуёк) в Пхеньяне

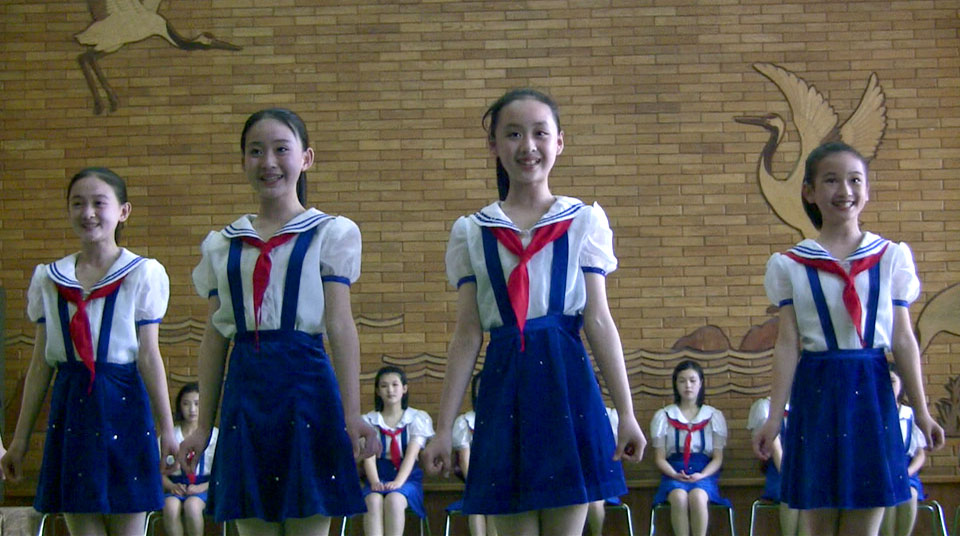
Школьницы во дворце школьников района Мангёндэ в Пхеньяне

## История

### Чосон
Образование играло и играет главную роль в социальном и культурном развитии традиционной Кореи и современной КНДР. Во времена государства Чосон королевский двор создал систему школ, в которых преподавали конфуцианские предметы в провинциях, а также в 4 центральных средних школах в столице. Также существовала негосударственная поддержка системы начального образования для мальчиков. В течение XV века качество образования в поддерживаемых государством школах ухудшилось, и они были вытеснены частными академиями — совонами — центрами неоконфуцианского возрождения в XVI веке. Высшее образование можно было получить в ханянском Конфуцианском национальном университете Сонгюнгване. Его набор был ограничен 200 студентами, которые проходили по простым государственным экзаменам, а потом готовились к более сложным.
В конце XIX в начале XX веков произошли большие изменения в образовании. Совоны были закрыты центральным правительством. Христианские миссионеры построили современные школы, в которых обучались по западным образовательным стандартам. Среди них была и первая школа для женщин — Женский университет Ихва, построенный американскими миссионерами-методистами как начальная школа в Ханяне в 1886 году. В последние годы династии христианскими миссионерами и другими частными лицами финансировались 3000 частных школ, в которых преподавали современные[какие?] предметы для обоих полов. Большинство этих школ концентрировались на севере страны.

### Под властью Японии
После того, как в 1910 году Япония аннексировала Корею, колониальный режим установил новую систему образования с двумя целями: дать корейцам минимальное образование, чтобы подготовить их к второстепенной роли в современной экономике и сделать их лояльными к императору, и поддерживать высокое качество образования для японских поселенцев, которые переселялись в большом количестве на Корейский полуостров. Японцы вложили много ресурсов в последнее, а для корейцев возможности были сильно ограничены. Государственный университет был создан в 1923 году в Кэйдзё по образцу Токийского университета, но количество корейцев, которым было разрешено учиться, никогда не превышало 40 %, остальные студенты были японцами. Возможность получить высшее образование корейцам предоставляли также частные университеты, в том числе созданные миссионерами, такие как Колледж Сунсиль в Хэйдзё и Корейский (Чосонский) Христианский Колледж в Кэйдзё.

### КНДР
После провозглашения КНДР её система образования была в значительной степени создана по образцу Советского Союза. По данным северокорейских источников[каких?], в период создания КНДР две трети детей школьного возраста не посещали начальную школу, а большинство взрослых, которых насчитывалось 2,3 миллиона, было неграмотным. В 1950 году посещение начальной школы стало обязательным. Однако, начало Корейской войны задержало достижение этой цели, всеобщее начальное образование не было достигнуто до 1956 года. В 1958 году, по данным северокорейских источников, введение системы обязательного семилетнего начального и среднего образования было успешно реализовано. В 1959 году программа государственного финансирования всеобщего образования была внедрена во все школы: бесплатным было не только обучение, но также и учебники, форма, питание и содержание класса. В 1967 году было введено обязательное девятилетнее образование, а в 1975 году система обязательного образования стала одиннадцатилетней, включавшей в себя 1 год дошкольного и 10 лет начального и среднего образования. Такая система образования оставалась неизменной по состоянию на 1993 год. В речи Ким Ир Сена, произнесённой им в 1983 году и обращённой к министрам образования южных (контролируемых властями Республики Кореи) провинций в Пхеньяне, говорилось, что всеобщее обязательное высшее образование должно было быть введено «в ближайшем будущем». В то время учащиеся не имели расходов на школу, так как государство оплачивало образование почти половины населения КНДР — 18,9 миллиона человек.
В сентябре 2012 года на VI сессии ВНС КНДР 12-го созыва был принят «Закон о введении всеобщего 12-летнего обязательного обучения», в котором также говорится о реформировании средней 6-летней школы. Новая система обучения после реформы выглядит следующим образом: 6-летняя начальная школа, 3-летняя средняя школа, 3-летняя старшая школа..

## Начальное и среднее образование

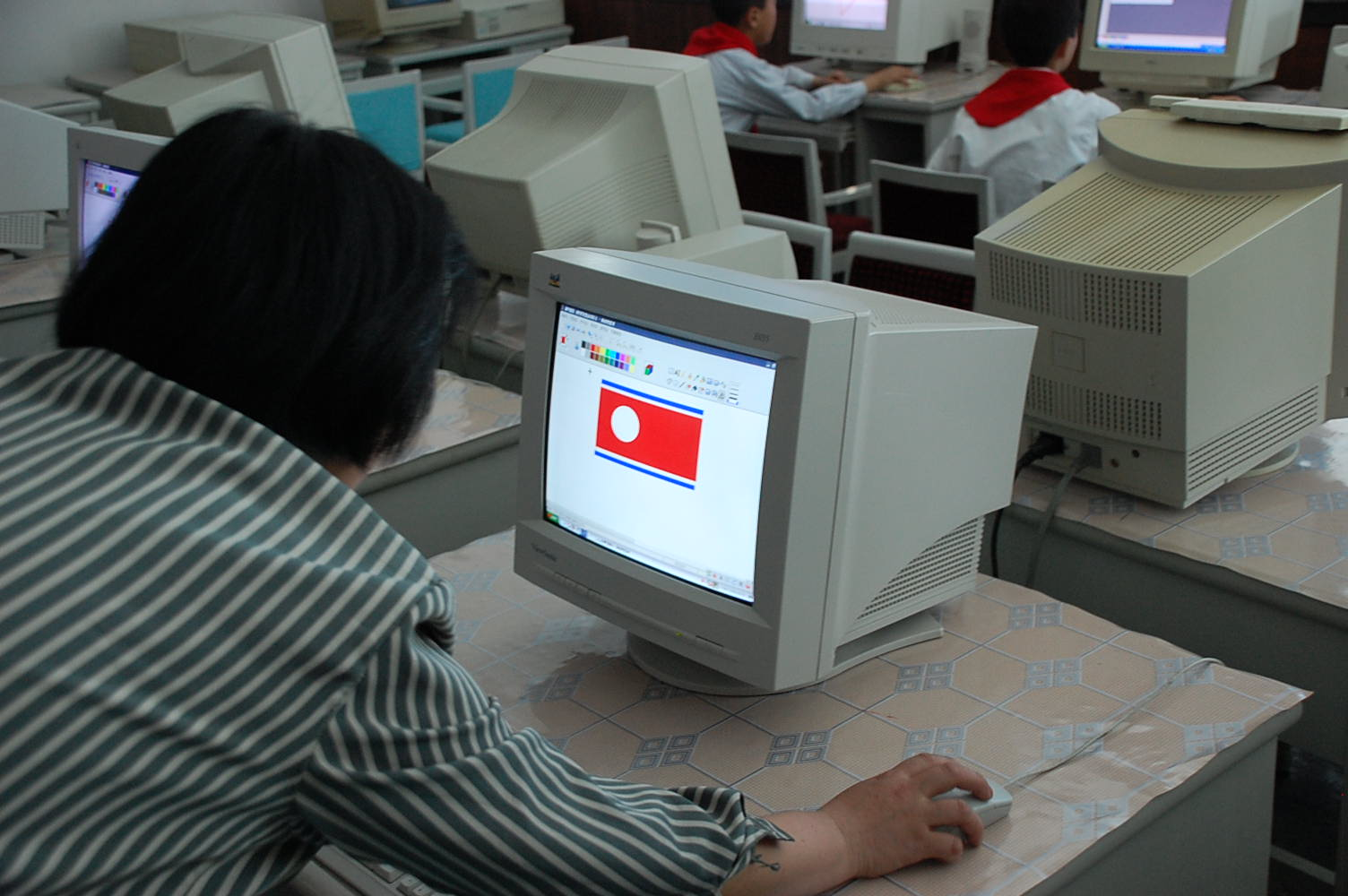
В компьютерном классе

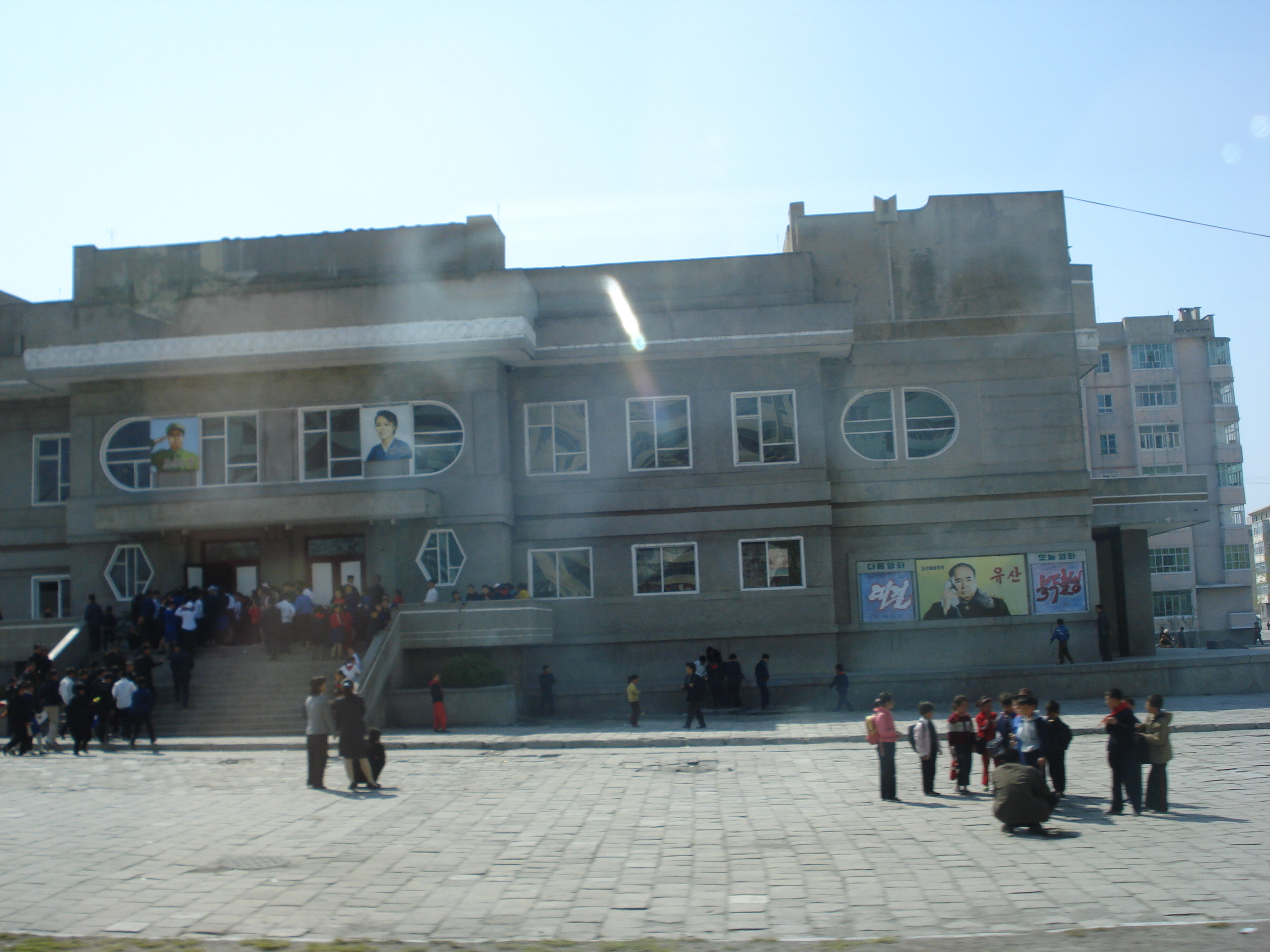
Начальная школа в КНДР

В начале 1990-х годов обязательное начальное и среднее образование было разделено на 1 год обучения в детском саду, 4 года начальной школы, в которой учились дети 6-9 лет и старшую среднюю школу для 10-15-летних детей. В детском саду учатся дети 4-6 лет в течение двух лет, но при этом только второй год обучения (верхний детсадовский уровень) является обязательным.
В середине 1980-х годов количество начальных и средних школ составляло 9530. После окончания начальной школы учащиеся поступают либо в обычную среднюю школу, либо в специальную, в которой основной акцент обучения ставится на музыке, искусстве или иностранных языках. В этих школах преподают как обычные, так специальные предметы. Например, Мангёндэский Революционный Институт является важной специальной школой.
В начале 1990-х годов учащиеся завершали общее обязательное образование в 16 лет. Американские демографы Николас Эберштадт и Джудит Банистер утверждали, что, по данным северокорейской статистики, изданной в конце 1980-х годов, в начальных школах КНДР обучалось 1,49 миллиона детей (1987 год), а в средней школе — 2,66 миллиона (1987 год). Сравнение с общей численностью детей и молодёжи в этих возрастных рамках показывает, что 96 % числятся в начальной и средней образовательной системе.
Школьный учебный план в начале 1990-х годов балансировал между академическими и политическими предметами. По словам южнокорейского исследователя Пак Ён Суна, такие предметы как: корейский язык, математика, физическое воспитание, рисование и музыка составляют большую часть обучения в средней школе, более чем 8 % обучения посвящено «Великому Ким Ир Сену» и «Коммунистической этике». В старшей средней школе политически ориентированные предметы включают в себя: «Великий Ким Ир Сен», «Коммунистическая этика», а также «Политика Коммунистической партии» и занимают только 5,8 % от времени обучения.

## Общественное образование
В КНДР за пределами школы и класса большое значение имеет «общественное образование». Это образование включает в себя не только внешкольную деятельность, но также семейную жизнь и целый ряд межличностных отношений в пределах общества. Существует огромная восприимчивость к влиянию социальной среды на взросление детей и её роли в развитии их характера. Идеал социалистического образования — поддержка тщательно контролируемой среды, в которой дети ограждены от плохого и нежелательного влияния. По данным северокорейских официальных лиц 1990 года: «Школьное образование — недостаточно для того, чтобы сделать подрастающее поколение в человека знаний, достоинств и спорта. После школы у наших детей есть много свободного времени. Это очень важно для эффективной организации их послешкольного образования».
В 1977 году Ким Ир Сен в своей работе «Тезисы социалистического образования» описал компоненты общественного образования. В Пионерских корпусах и Социалистической рабочей молодёжной лиге (СРМЛ) молодые люди изучают сущность коллективной и организационной жизни, некоторые готовятся к тому, чтобы вступить в Трудовую партию Кореи. В студенческих и школьных залах и дворцах, управляемых Центральным комитетом СРМЛ, молодёжь после школы участвует во многих внеучебных мероприятиях. Существуют также культурные комплексы, такие как библиотеки и музеи, памятники и исторические места Корейской революции, а СМИ демонстрируют цели общественного образования. Во многих районах Пхеньяна построены школьные дворцы, оборудованные гимнастическими залами и театрами. Яркий пример — Дворец школьников района Мангёндэ. В этих местах проводят политические лекции и семинары, дискуссии, научные форумы и читают поэзию. В начале 1990-х годов около 10 000 детей ежедневно посещали студенческие и детские дворцы.

## Высшее образование

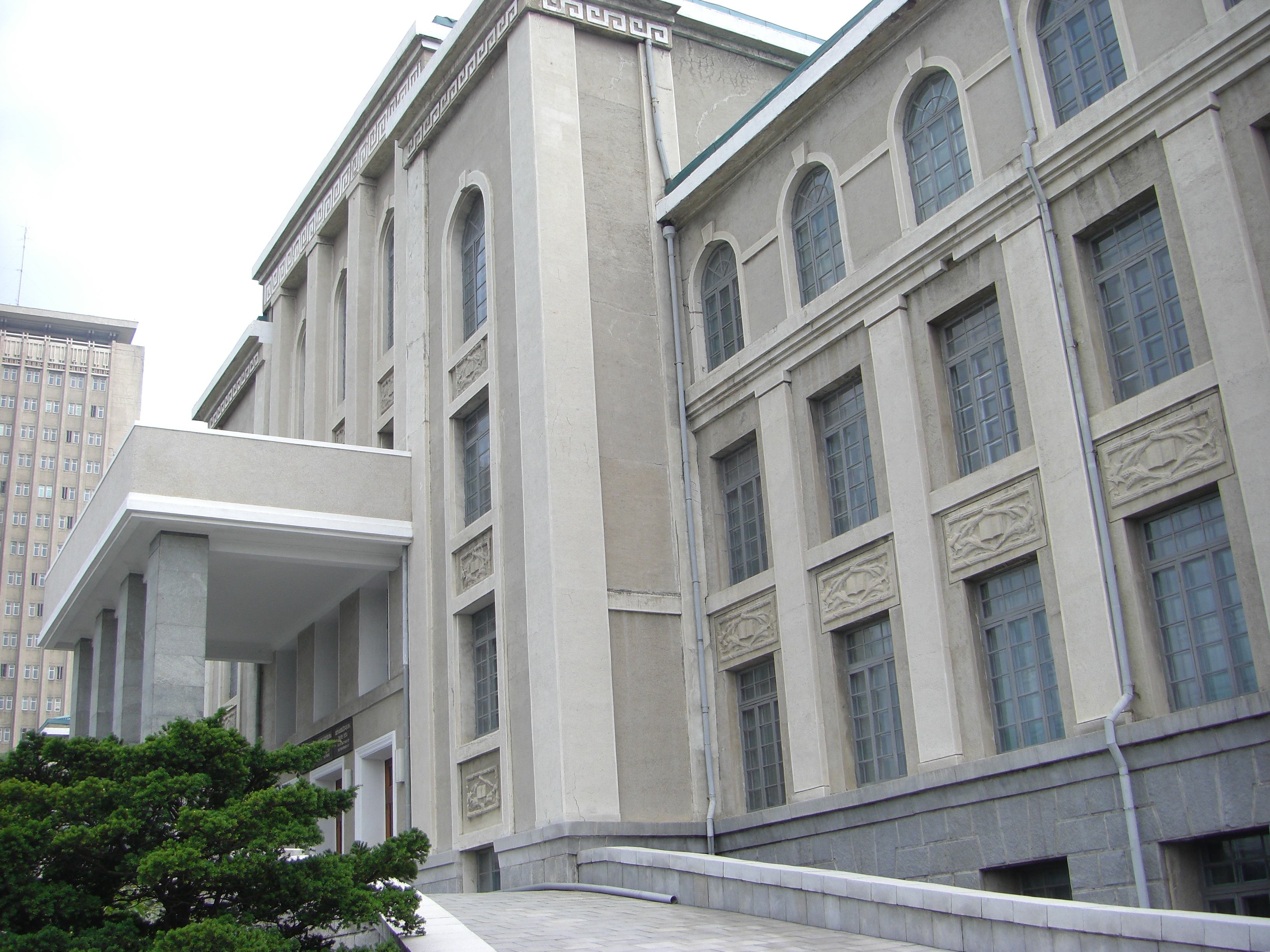
Университет имени Ким Ир Сена

Институты высшего образования включают колледжи и университеты: колледжи, готовящие учителей в течение 4 лет для работы в детском саду, начальной и средней школах, колледжи усовершенствованных технологий с 2-3-летним курсом обучения, медицинские колледжи (6 лет), специальные колледжи науки и инженерии, музыки, искусства, иностранных языков, военные колледжи и академии. В докладе Ким Ир Сена, подготовленном для 6 партийного съезда ТПК в октябре 1980 года, говорится, что к тому году в КНДР существовало 170 высших учебных заведений и 480 высших специализированных школ. В 1987 году 220 000 студентов обучалось на 2-3-летнем курсе в высших специализированных школах, а 301 000 студентов — на 4-6-летнем курсе в колледжах и университетах. По данным Николаса Эберштадта и Джудит Банистер, 13,7 % населения в возрасте 16 лет и старше учились или закончили институты высшего образования в 1987—1988 годах. В 1988 году была достигнута намеченная цель: «армия 1,3 миллиона интеллигентов» — выпускники высших учебных заведений, большой шаг в сторону достижения «интеллектуализации всего общества».
Каждый университет в КНДР должен принимать определённый процент (20-30 %) отслуживших солдат (отслужившие более, чем 3 года) и рабочих со стажем более 5 лет.
Университет имени Ким Ир Сена, основанный в октябре 1946 года, — единственный всесторонне развитый университет в стране, который предлагает степени бакалавра, магистра и доктора наук. Это элитный вуз, в котором в начале 1990-х годов училось 16 000 студентов (занятия проходят полный и неполный рабочий день). По словам одного обозревателя: «Университет Ким Ир Сена — вершина северокорейского образования и социальной системы». Поступление в этот университет возможно на конкурсной основе. По данным корейских исследователей, живущих в США, которые посетили университет в начале 1980-х годов, только один студент допускался из каждых 5-6 претендентов. Важным критерием для поступления в университет являются отметки старшей средней школы, хотя политический критерий не менее значим при отборе. Человек, который хочет увеличить свои шансы при поступлении в институты высшего образования, должен быть выдвинут местным «колледжным рекомендательным комитетом» до того, как будет одобрен округом или провинциальными комитетами.
Учебные программы колледжей и факультетов Университета имени Ким Ир Сена включают в себя экономику, историю, философию, право, иностранные языки и литературу, географию, физику, математику, химию, ядерную энергетику, биологию и информатику. Числятся около 3 000 членов факультета, включающих преподавательский и исследовательский составы. Все факультеты расположены в современных многоэтажных зданиях в студенческом городке, находящемся в северной части Пхеньяна.
Некоммерческая организация «Choson Exchange», основанная Гарвардским и Йельским университетами вместе с Уортонской школой бизнеса и сингапурскими дипломированными специалистами, также руководит консультативными и обучающими программами в финансах, бизнесе и экономике с университетом Ким Ир Сена и Государственным банком развития в КНДР. Эти программы предназначены для северокорейцев до 40 лет, а материалы объединения OpenCourseWare и лекции на сайте предоставляют круглогодичное обучение.
Пхеньянский университет науки и технологий (ПУНТ), который должен был открыться в 2008 году, — единственный в стране вуз, имеющий совместное предприятие, основанный и финансируемый представителями Евангелисткой церкви и людьми из обеих Корей, а также КНР и США. Этот вуз планирует ежегодно принимать около 200 студентов со степенью магистра и кандидата наук из обеих Корей, а также половина факультета будет состоять из приглашённых из университетов и исследовательских институтов, находящихся за границей. В этом университете курсы будут вестись как на корейском, так и на английском языках. Кроме того, Пхеньянская школа бизнеса предлагает короткий курс с участием иностранных преподавателей.

## Образование для взрослых
Из-за того, что правительство КНДР ставит упор на развитие непрерывного образования для всех членов общества, образование для взрослых активно поддерживается. Фактически каждый гражданин в стране участвует в некоторых образовательных программах в форме «малых учебных групп». В 1980-х годах грамотность взрослого населения КНДР оценивалась как 99%-я.
В начале 1990-х годов люди в сельских местностях были организованы в «5 семейных групп». Эти группы обладали образовательными и наблюдательными функциями. Группы находились под ответственностью школьных преподавателей и других интеллигентов. Рабочие заводов и сотрудники служб имеют 2 часа «учебных сеансов» после работы каждый день на политические и технические темы.
Институты образования для взрослых в начале 1990-х годов включали в себя «заводские колледжи», в которых рабочие обучались новым навыкам без принуждения их к уходу со своей работы. Студенты работают неполный рабочий день, учатся по вечерам или берут короткий интенсивный курс, оставляя свои рабочие места только на 1 месяц или около того. Существуют также «сельские колледжи», где сельские работники могут учиться, чтобы стать инженерами или помощниками инженеров и система дистанционных курсов. Для рабочих и крестьян, которые не имеют возможности получить школьное образование, существуют «школы для трудящихся» и «старшие средние школы для трудящихся», хотя в начале 1990-х годов они стали менее значимыми, в связи с введением обязательного 11-летнего образования.